# En Kvinde af Folket (film fra 1909)
 Ikke at forveksle med En Kvinde af Folket (film fra 1923).
En Kvinde af Folket (også omtalt som Kvinde af Folket) er en dansk stumfilm fra 1909 produceret af Nordisk Films Kompagni instrueret af Viggo Larsen. Filmen er baseret på et skuespil af den danske socialist A.C. Meyer.
Filmen blev i tysktalende lande distribueret som Ein Weib aus dem Volke.

## Handling
Den unge pige Eva bringer frokost til sin far, der arbejder på en fabrik. Fabrikanten lægger mærke til den unge smukke kvinde, og lægger an på hende. Faren ser det og kommer herefter op at slås med fabrikanten. Faren bliver fyret og har ingen penge, men arbejder hjemme på en opfindelse, der kan gøre ham rig. Eva arbejder som syerske for at få lidt penge, men pludselig kommer der et brev fra fabrikanten, der gerne vil se Eva. Eva er tiltrukket af den flotte fabrikant og acceptere at mødes, og parret går tur, og fabrikanten giver Eva penge. Senere fejrer fabrikanten sin forlovelse med en rig og smuk ung dame, men festen afbrydes af Eva, der dukker op, skælder fabrikanten ud og smider pengene i hovedet på ham. Hun sendes ud af festen. 
Det lykkes faren at få solgt sin opfindelse, og han bliver en rig mand. Men fabrikantens fabrik brænder ned, og han har glemt at forny forsikringen. Eva kar ikke været i stand til at glemme fabrikanten, og hun overtaler faren til at besøge ham og til at foreslå et partnerskab. Fabrikanten er imidlertid for stolt til at acceptere forslaget og faren kommer hjem uden resultat. Så tager Eva sagen i egen hånd; hun går til fabrikanten som hun elsker, og foreslå partnerskab med faren. Denne gang må fabikanten acceptere, for Eva tilbyder ham ikke kun sin fars penge, men også sit eget ærlige hjerte og sin hånd ...

## Medvirkende
- Aage Brandt
- August Blom
- Gustav Lund
- Viggo Larsen
- Aage Foss
- Gudrun Kjerulf
- Axel Schultz
- Agnes Lorenzen
- Petrine Sonne
- Aage Lorenzen
- Elith Pio
- Paul Welander